# Jean-Pierre Le Crom
Jean-Pierre Le Crom, né le 30 novembre 1955, est un historien du droit français.

## Biographie
Après des études de droit à l’université de Nantes, puis de Paris I, Jean-Pierre Le Crom devient animateur-chercheur au Centre de documentation du mouvement ouvrier et du travail (devenu Centre d’histoire du travail) à Nantes de 1981 à 1991. Pendant cette période, il prépare une thèse sur l’organisation des relations professionnelles pendant la Seconde Guerre mondiale, soutenue à Nantes en 1992 devant un jury présidé par René Rémond. Cette thèse est publiée en 1995 sous le titre Syndicats, nous voilà ! Vichy et le corporatisme aux éditions de l’Atelier, avec une préface de Robert Paxton,,.
Il est recruté comme chargé de recherche au CNRS en 1992, obtient l’habilitation à diriger des recherches en 1997 et devient directeur de recherche au CNRS en 2001.
Il est directeur du laboratoire Droit et changement social, unité mixte de recherche du CNRS, de 2000 à 2007 et enseigne l’histoire du droit social à l’université de Nantes, en licence, master et doctorat, de 1999 à 2015.
De 2016 à 2019, il a été président de la section 36 (sociologie et sciences du droit) du Comité national de la recherche scientifique du CNRS.

## Travaux
Ses travaux portent sur l’histoire du droit social et ses acteurs (État, syndicats, patronat, associations). Dans sa thèse, consacrée principalement à la Charte du travail, il montre que celle-ci est le fruit d’un compromis entre les diverses tendances qui composent le régime de Vichy à ses débuts. Il met aussi en évidence l’échec du volet professionnel de cette Charte (syndicats uniques et obligatoires, comités sociaux professionnels) et, a contrario, la réussite des comités sociaux d’entreprise - les « comités patates » - qu’il explique par des raisons sociales - la pénurie née de l’occupation allemande - plutôt que par des raisons politiques. Il s’intéresse ensuite à l’histoire plus générale des institutions représentatives du personnel et, notamment, à celles des comités d’entreprise.
Tout en continuant à s’intéresser à l’histoire du droit du travail et de la protection sociale, Jean-Pierre Le Crom développe ensuite des travaux sur l’histoire de l’humanitaire, d’abord sur l’instrumentalisation de ce sujet pendant la Seconde Guerre mondiale, puis, en collaboration avec le Pr Jean-Noël Retière, sur une socio-histoire des associations d’aide alimentaire à Nantes.
Depuis 2013, ses recherches portent essentiellement sur l’histoire du droit du travail dans les colonies françaises. Au-delà des questions sociales, Jean-Pierre Le Crom s’est aussi intéressé au rapport entre vérité historique et vérité judiciaire.

## Publications

### Ouvrages
- Mémoires du camp. Souvenirs d'une cité ouvrière du XXe siècle, Les Ponts-de-cé, Les Métiers Graphiques, 1987, 77 p
- Syndicats, nous voilà ! Vichy et le corporatisme, Paris, éditions de l'Atelier, coll. Patrimoine, 1995, 410 p.
- L'introuvable démocratie salariale. Le droit de la représentation dans l'entreprise (1890-2002), Paris, Syllepse, coll. Le présent avenir, 2003, 194 p.
- Au secours, Maréchal ! L’instrumentalisation de l’humanitaire (1940-1944), Paris, Presses universitaires de France, 2013, 345 p.
- Une solidarité en miettes. Socio-histoire de l’aide alimentaire des années 1930 à nos jours (avec Jean-Noël Retière), Rennes, Presses universitaires de Rennes, 2018, 310 p.

### Direction d'ouvrages ou de numéros spéciaux de revues
- Le travail salarié à domicile (avec Philippe-Jean Hesse), Nantes, Éditions du CDMOT, 1993, 191 p.
- « Vérité historique, vérité judiciaire », Droit et Société, 38, 1998, p. 9-67. (avec Jean-Clément Martin)
- Deux siècles de droit du travail. L'histoire par les lois, Paris, éditions de l'Atelier, 1998, 287 p.
- La protection sociale sous le régime de Vichy  (avec Philippe-Jean Hesse), Rennes, Presses universitaires de Rennes, coll. « Histoire », 2001, 377 p. (ISBN 2-86847-603-1, présentation en ligne, lire en ligne), [présentation en ligne].
- Les acteurs de l'histoire du droit du travail, Rennes, Presses universitaires de Rennes, coll. L'univers des normes, 2004, 413 p.
- Le droit sous Vichy  (avec Bernard Durand et Alessandro Somma), Francfort-sur-le-Main, Verlag Vittorio Klostermann, coll. « Studien zur europäischen Rechtsgeschichte. Das Europa der Diktatur » (no 13), 2006, 498 p. (ISBN 3-465-04013-9, présentation en ligne).
- Le rôle des administrations centrales dans la fabrication des normes, Droit et Société, n° 79, 2011, p. 553-665.
- Représentativités syndicales, représentativités patronales. Règles juridiques et pratiques sociales (avec Sophie Béroud et Karel Yon), Travail & Emploi, n° 131, juillet-septembre 2012, p. 5-138.
- La chicotte et le pécule. Les travailleurs à l'épreuve du droit colonial français (XIXe – XXe siècles), Jean-Pierre Le Crom et Marc Boninchi (dir.), Rennes, Presses universitaires de Rennes, coll. Histoire, 2021, 332 p.

### Articles principaux et principales contributions à des ouvrages collectifs
- « La naissance des comités d'entreprise, une révolution par la loi ? », Travail et emploi, n° 63, 2/95, p. 58-76.
- « Syndicalisme et Résistance », in La Résistance et les Français : villes, centres et logiques de décision, Cachan, IHTP, 1995, p. 397-413.
- « La reconstruction du syndicalisme en Europe occidentale de 1944 à 1949 (France, Allemagne, Grande-Bretagne) » in Dominique Barjot, Rémi Baudouï et Danièle Voldman (dir.), Les reconstructions en Europe (1945-1949), Bruxelles, Complexe, 1997, p. 213-232.
- « Juger l'histoire », Droit et société, 38, 1998, p. 33-46.
- « La Fédération du Livre face au régime de Vichy : entre réalisme et opportunisme », Le Mouvement social, n° 189, octobre-décembre 1999, p. 7-26.
- « Entre salariat, travail et besoin. Les fondements ambigus de la protection sociale au tournant des années quarante (avec Philippe-Jean Hesse), Revue française des affaires sociales, n° 3-4, juillet-décembre 2000, p. 17-27.
- « Du bon usage de l'histoire en droit du travail », Semaine Sociale Lamy, supplément au no 1095, 28 octobre 2002 : Regards croisés sur le droit social (dir. : Alain Supiot), p. 58-64.
- « Le livret ouvrier au XIXe siècle, entre assujettissement et reconnaissance de soi », in Dominique Gaurier, Pierre-Yannick Legal et Yvon Le Gall (dir.), Du droit du travail aux droits de l'humanité. Études offertes à Philippe-Jean Hesse, Rennes, Presses universitaires de Rennes, coll. L'univers des normes, 2003, p. 91-100.
- « La politique sociale de Vichy : corporatisme ou dirigisme ? », in Steven L. Kaplan et Philippe Minard (dir.), La France, malade du corporatisme ? Paris, Belin, coll. socio-histoires, 2004, p. 405-427.
- « L'entre-deux-guerres : un pré-corporatisme ? », in Steven L. Kaplan et Philippe Minard (dir.), La France, malade du corporatisme ? Paris, Belin, coll. socio-histoires, 2004, p. 371-388.
- « Retour sur une "vaine querelle" : le débat subordination juridique-dépendance économique dans la première moitié du xxe siècle », in J. P. Chauchard et A. C. Hardy-Dubernet (dir.), Les métamorphoses de la subordination, Paris, ministère de l'Emploi, du travail et des affaires sociales - La Documentation française, 2003, p. 71-84.
- « Le label syndical », in Les acteurs de l'histoire du droit du travail, Rennes, PUR, coll. L'univers des normes, 2004, p. 297-309.
- « Die Sozialpolitik des Regimes von Vichy : berufsständische Interessenvertretung oder staatliche Wirtschaftslenkung ? », in Aldo Maccazane, Alessandro Somma, Michael Stolleis (dir.), Korporativismus in den Diktaturen Südeuropas, Frankfurt am Main, Klostermann, 2005, p. 197-224.
- « Les services entre droit civil et droit du travail » (avec Jean-Pierre Chauchard), Le Mouvement social, n° 211, avril-juin 2005, p. 51-65.
- « L’avenir des lois de Vichy », in Bernard Durand, Jean-Pierre Le Crom et Alessandro Somma, Le droit sous Vichy, Frankfurt am Main, Klostermann, 2006, p. 453-478.
- « Les années “fastes” de la Revue française du travail (1946-1948) », Revue française des affaires sociales, n° 4, octobre-décembre 2006, p. 25-43.
- « L’épuration administrative du ministère du travail à la Libération », in Alain Chatriot, Vincent Viet et Odile Join-Lambert, Les politiques du travail (1906-2006). Acteurs, institutions, réseaux, Rennes, Presses universitaires de Rennes, coll. Pour une histoire du travail, 2006, p. 103-120.
- « La liberté du travail en droit français. Essai sur l’évolution d’une notion à usages multiples », Diritto Romano Attuale, 15/giugno 2006 : Libertà lavoro diritto, p. 139-162.
- « La loi du 28 octobre 1982 relative au développement des institutions représentatives du personnel. Les travailleurs, acteurs du changement dans l’entreprise ? », in Jacques Le Goff (dir.), Les lois Auroux, 25 ans après (1982-2007), Rennes, PUR, coll. Pour une histoire du travail, 2008, p. 103-118.
- « Estados y convenio colectivo en Francia del siglo XX », en Santiago Castillo, Michel Pigenet y Francine Soubiran-Paillet (dir.), Estados y relaciones de trabajo en la Europa del siglo XX, Madrid, Fundacion Fransisco Largo Caballero — ediciones Cinca, coleccion Estudios Laborales, 2008, p. 127-147.
- « La Croix-Rouge française pendant la Deuxième Guerre mondiale. La neutralité en question », Vingtième siècle. Revue d’histoire, n° 101, janvier-mars 2009, p. 149-162.
- « Droit sous Vichy ou droit de Vichy : sur la production normative en France pendant la Deuxième Guerre mondiale », Histoire@Politique, n° 9, octobre-décembre 2009.
- « Le ministère du travail : une histoire en chantier », Revue d’histoire moderne et contemporaine, 2009/03, n° 56, p. 155-165.
- « Le droit de grève, les services publics… et les ouvriers à statut (1946-1963) », in Marie Cartier, Jean-Noël Retière et Yasmine Siblot (dir.), Le salariat à statut. Genèses et cultures, Rennes, Presses universitaires de Rennes, coll. Pour une histoire du travail, 2010, p. 69 – 82.
- « Les élections sociales : essor ou déclin ? », in Olivier Leclerc et Antoine Lyon-Caen (dir.), L’essor du vote dans les relations professionnelles. Actualités françaises et expériences européennes, Paris, Dalloz, coll. Textes et commentaires, 2011, p. 27 - 40.
- « Le rôle de l’administration dans la reconnaissance de la représentativité des organisations professionnelles. Interprétation et usages de l’ex-article L. 133-2 du Code du travail », Travail et Emploi, n° 131, juillet-septembre 2012, p. 121-138.
- « Représentativités syndicales, représentativités patronales. Règles juridiques et pratiques sociales. Introduction » (avec Sophie Béroud et Karel Yon), Travail et Emploi, n° 131, juillet-septembre 2012, p. 5-22.
- « Quelle histoire pour le droit du travail ? », Revue de droit du travail, n° 10, octobre 2013, p. 602-605.
- La reconnaissance de la représentativité des organisations patronales : enjeux et modalités (1946 -2006) », in Danièle Fraboulet, Clotilde Druelle-Korn et Pierre Vernus (dir.), Formes et moyens d’action des organisations patronales dans la sphère publique (Europe – XIXe – Xxe siècles, Rennes, Presses universitaires de Rennes, 2013, p. 53-64.
- « La stratégie judiciaire de la CFDT dans les années 1960-1970 », in André Narritsens et Michel Pigenet (dir.), Pratiques syndicales du droit (France, XXe – XXIe siècles), Rennes, Presses universitaires de Rennes, coll. “Pour une histoire du travail”, 2014, p. 73-83.
- « La représentativité des organisations patronales au prisme du nombre d'entreprises adhérentes : quelques enseignements de l'Histoire », Droit social, no 3, mars 2014, p. 239-243.
- « Helping the most needy under Vichy : the role of the Secours national », in Lindsey Dodd et David Lees (eds), Vichy France and the Everyday Life. Confronting the Challenges of Wartime, 1939-1945, London, Bloomsbury Academic, 2018.
- « Le prix du travail dans les colonies françaises d’exploitation », in Michel Margairaz et Michel Pigenet (dir.), Le prix du travail, Paris, Éditions de la Sorbonne, 2018.
- Jean-Pierre Le Crom, « Trade Unions and Labour Law in France during the Second World War », in Irene Stolzi (dir.), Unions and labour-law between dictatorships and democracies in Mediterranean and Latin Europe of XX century, Milan, Giuffrè, 2019, p. 103-121.
- Jean-Pierre Le Crom, « Droit du travail vs droit pénal : le cas des colonies », in Les mots du droit, les choses de justice. Dire le droit, écrire la justice, défendre les hommes. Mélanges en l’honneur de Jean Danet, Paris, Dalloz, 2020, p. 457-469.
- Jean-Pierre Le Crom, « Entre ambitions et limites : comment transférer les normes du travail aux colonies ? L’exemple du Front populaire », Mélanges en l’honneur du Pr Patrick Chaumette, Paris, Pedone, 2021.